# Federico IX di Danimarca
Federico IX di Danimarca (nome completo Christian Frederik Franz Michael Carl Valdemar Georg; Kongens Lyngby, 11 marzo 1899 – Copenaghen, 14 gennaio 1972) è stato re di Danimarca dal 1947 fino alla sua morte.
Fu il primo sovrano danese a non esercitare influenza sulla politica, praticando in maniera costituzionale e con accezione moderna il ruolo di monarca. Con un atteggiamento poco incline ai formalismi, e la scomparsa delle rigidità ereditate dal regno di suo padre, allineò l'immagine pubblica del re al processo di trasformazione che modernizzò la società danese durante il suo regno.
Fu anche l'approccio di maggior apertura ai media a far aumentare la sua popolarità presso i cittadini danesi, consentendo alla stampa di entrare in contatto con la sua stessa famiglia. Portò avanti una talentuosa attività da direttore d'orchestra.

## Biografia

### Battesimo e infanzia

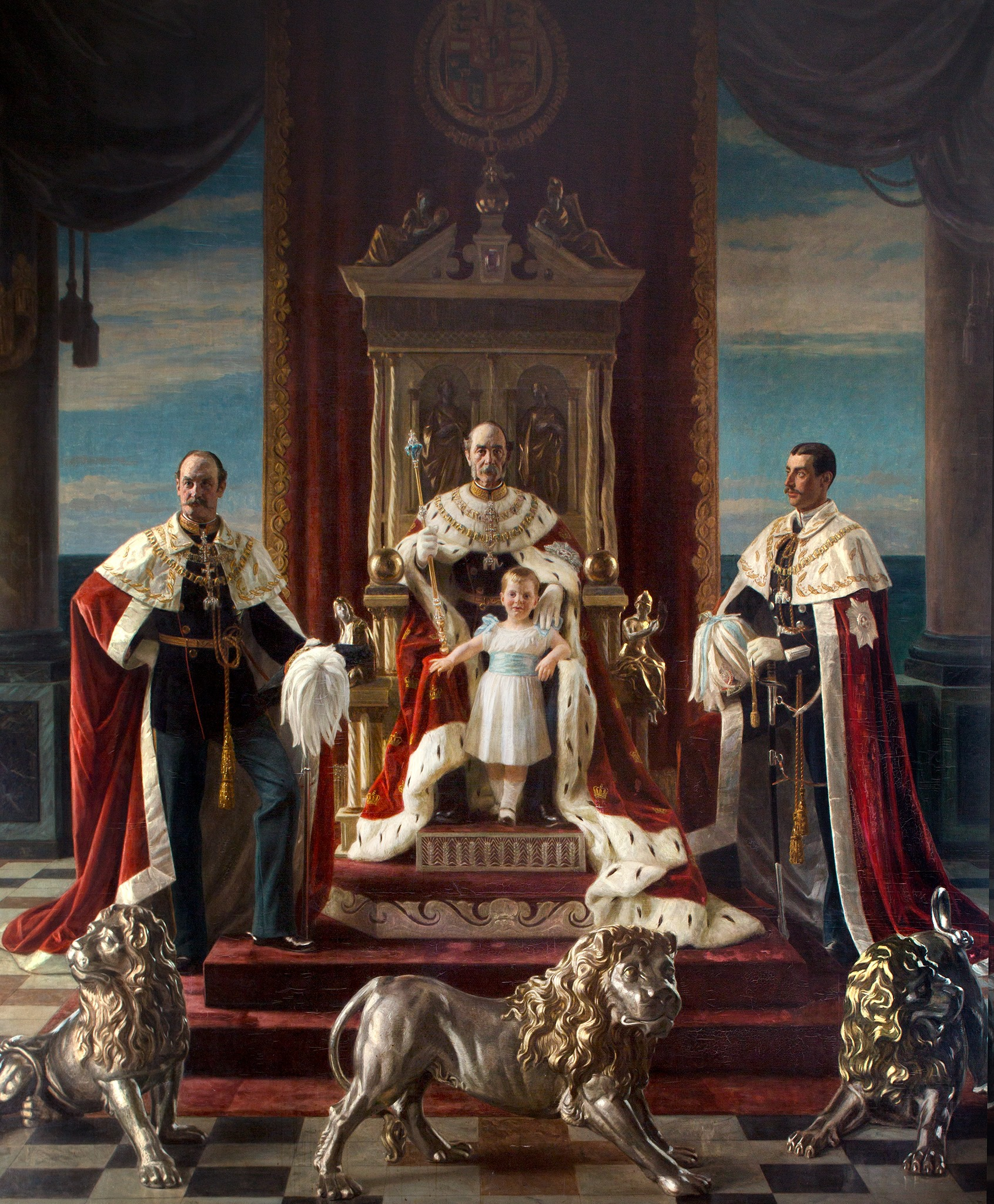
Federico con Cristiano IX al centro di un dipinto di Laurits Tuxen, 1899

Federico nacque l'11 marzo 1899 al palazzo di Sorgenfri, primogenito del principe Cristiano e di Alessandrina di Meclemburgo-Schwerin. Ebbe il battesimo il 9 aprile con un totale di 21 padrini, tra cui il bisnonno paterno Cristiano IX, Nicola II di Russia, Giorgio I di Grecia, Oscar II di Svezia, il nonno paterno Federico, Edoardo del Regno Unito e lo zio materno Federico Francesco IV.
Crebbe con il fratello Knud nel palazzo di Cristiano VIII ad Amalienborg, ricevendo pochi contatti con i propri coetanei al di fuori dell'ambiente famigliare, dove veniva soprannominato Rico. La crescita di Federico fu caratterizzata dalla rigidità militare del padre, in parte affievolita dal temperamento più mite di sua madre.
Proprio da Alessandrina, interessata con vigore alla vita concertistica, ereditò l'amore per la musica classica, che lo avrebbe accompagnato per tutta la vita. Nel 1911 sua madre assunse come sua insegnante di pianoforte Lizzy Hohlenberg, che fu sua docente fino al 1917 e stretta amica anche negli anni successivi.

### Principe ereditario
Nel 1912 ottenne lo status di principe ereditario con la morte del nonno Federico VIII e la salita al trono di Cristiano X. Con dispiacere di suo padre, nello stesso anno espresse il desiderio di entrare nella marina militare.

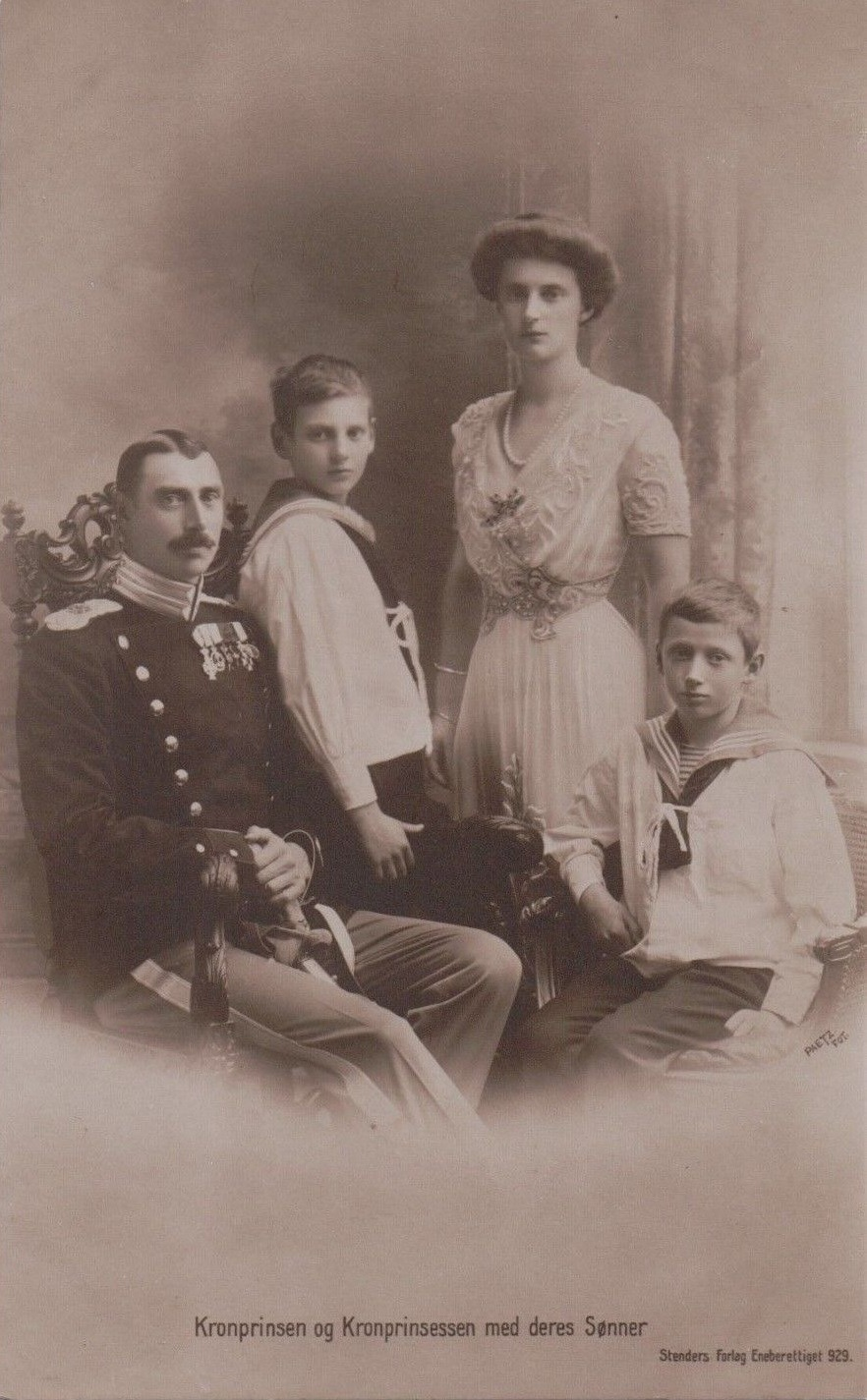
Il re Cristiano X, Federico, la regina Alessandrina e Knud nel 1912

Il 16 marzo 1913 Federico assistette con sua madre al Peer Gynt di Henrik Ibsen, con direttore d'orchestra Georg Høeberg, presso il Teatro reale danese. Due anni dopo la regina Alessandrina invitò Høeberg a conversare con il giovane Federico sulle sue curiosità riguardanti la musica. Il principe decise di voler imparare a dirigere un'orchestra e gli svariati incontri tra i due si trasformarono in vere e proprie lezioni.
Nel 1915 entrò in un piccolo gruppo di musicisti allestito da sua madre nella residenza reale, dove fu attivo fino al 1921. Conclusa la sua educazione privata, nel 1917 entrò nel Consiglio di Stato e iniziò a frequentare la Søværnets Kadetskole, interrompendo la secolare tradizione che dai tempi di Cristiano IV vedeva i principi danesi addestrati nell'esercito terrestre. Vi restò fino al 1921, anno in cui fu nominato sottotenente.

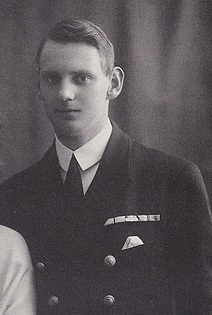
Il principe Federico nel 1922

Studiò anche all'Università di Copenaghen e apprese il diritto, le discipline umanistiche e le lingue. Nel 1927 gli venne affidato il comando della torpediniera Søhunden, raggiunse il grado di comandante nel 1935 e di contrammiraglio nel 1945. L'esperienza in marina, trascorsa in un ambiente esigente e allo stesso tempo informale, influenzò notevolmente il suo futuro stile di regno e ricevette il soprannome di "Re Marinaio".

### Dal matrimonio al secondo dopoguerra

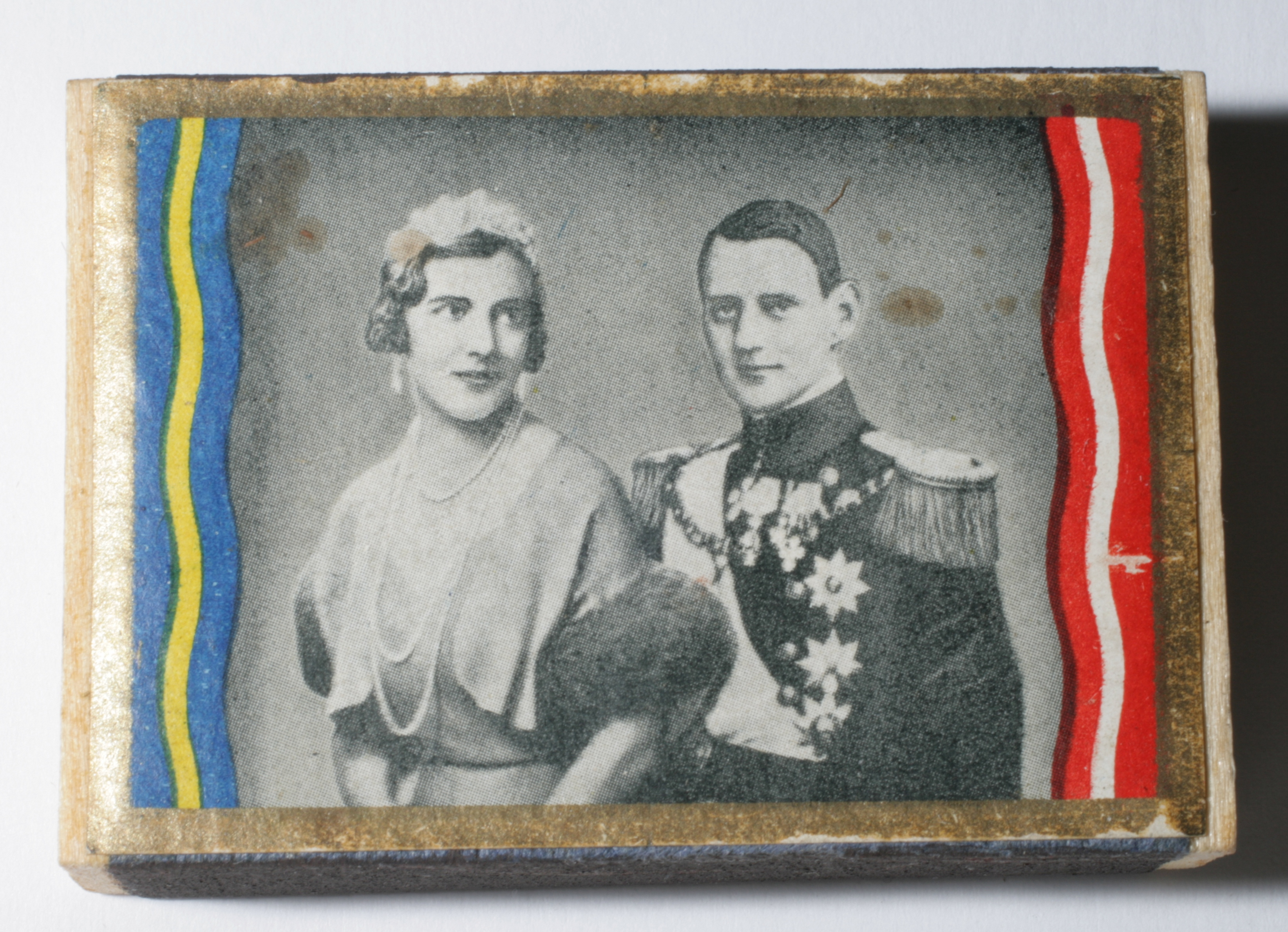
Una scatola di fiammiferi realizzata in occasione del matrimonio

Nel 1922 fu per un breve periodo fidanzato con Olga di Grecia. Il 15 marzo 1935 si tenne l'annuncio del suo fidanzamento con Ingrid di Svezia, figlia del futuro re Gustavo VI Adolfo. Convolarono a nozze il 24 maggio nella Storkyrkan, per poi stabilirsi nel palazzo di Federico VIII ad Amalienborg.
Nel 1938 l'Orchestra Reale Danese, con il suo Fondo Pensioni e la Società dell'Orchestra Reale, chiese al principe di diventare patrono dei Concerti del Fondo Pensioni delle Vedove, con la possibilità di dirigere una delle prove del concerto che allora era prossimo all'esecuzione. Federico accettò e il 9 aprile diresse per la prima volta l'Orchestra Reale, in particolare sull'ultimo movimento della Patetica di Čajkovskij e il preludio de I maestri cantori di Norimberga di Richard Wagner. Nacque così l'usanza dell'Orchestra Reale di concedere a Federico la direzione di un concerto privato in prossimità dell'11 marzo di ogni anno, giorno del suo compleanno. Negli anni '40 diresse anche nella Sala Concerti dei giardini di Tivoli.
Nell'ottobre 1942 Cristiano X cadde violentemente da cavallo e Federico lo sostituì esercitando la reggenza del regno per sette mesi. A livello formale sostenne la politica di cooperazione con gli occupanti tedeschi, approvando su loro richiesta Erik Scavenius alla carica di primo ministro. Ufficiosamente fraternizzò con il movimento di resistenza, che per un periodo poté usare come deposito delle armi il casino di caccia del principe, vicino al Limfjorden. In seguito rafforzò il suo ruolo di referente della monarchia per la resistenza, mostrò un atteggiamento più solido nei confronti dei tedeschi e appoggiò lo scioglimento del governo occupante, nell'agosto 1943. Durante il periodo trascorso come punto di riferimento politico si distinse per il rispetto mostrato al sistema parlamentare.

Federico durante una conferenza stampa a Washington nel 1939

Con la liberazione della Danimarca, avvenuta il 5 maggio 1945, il palazzo di Federico fu assalito da un incrociatore tedesco, che nonostante i ripetuti attacchi non causò alcun ferito. L'anno seguente il Teatro reale gli chiese di dirigere l'opera Cavalleria rusticana di Mascagni, il 14 marzo 1946. Le prove vennero curate dal direttore Egisto Tango, ma il principe riuscì con alcune prove al pianoforte e una prova completa a differenziarsi completamente dalla sua versione. Nonostante ciò, desiderò mantenere l'attività musicale all'interno della sua vita privata.

### Regno

#### Dalla salita al trono alla nuova Costituzione

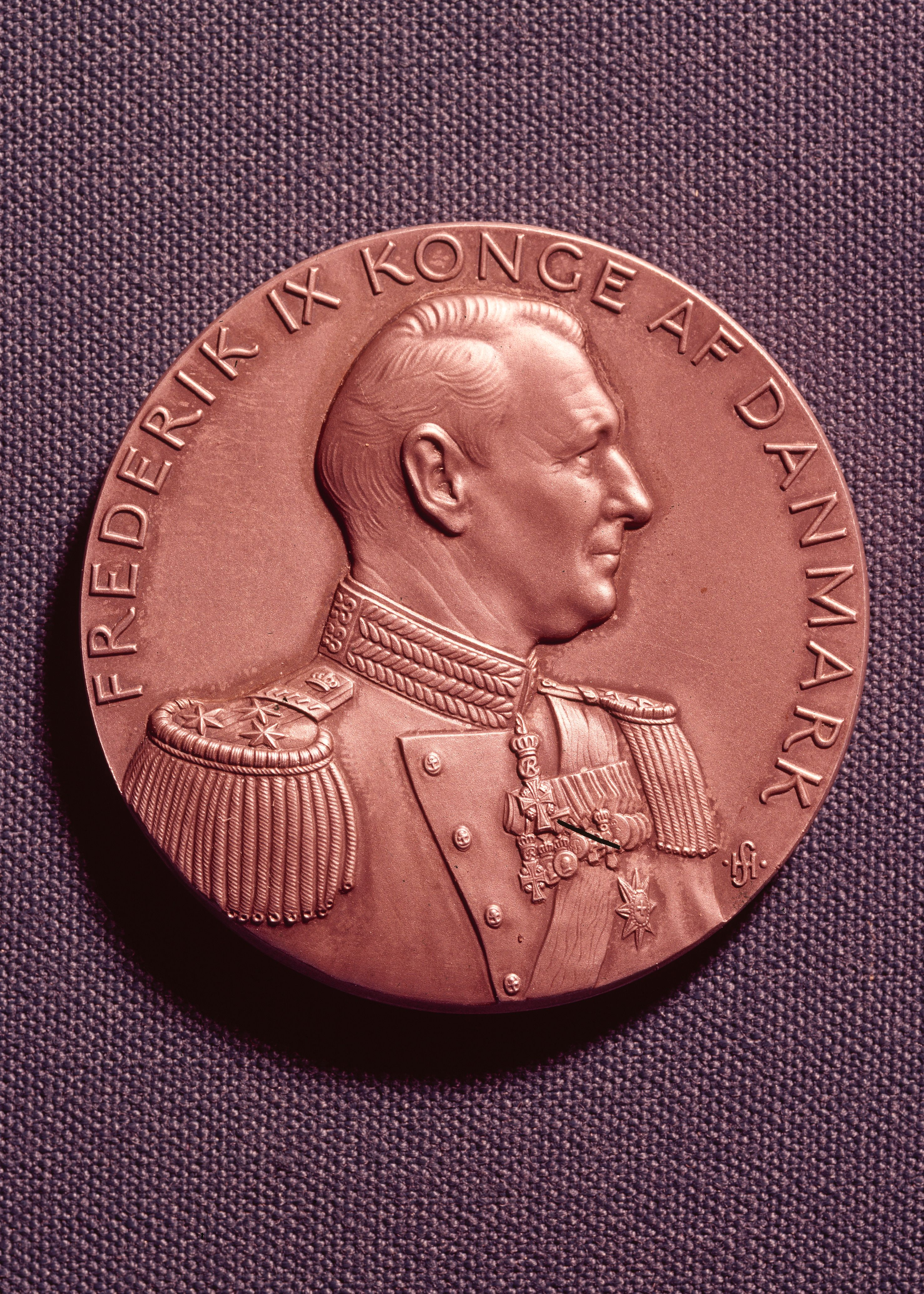
Medaglia coniata nel 1949 per il 50⁰ compleanno del re Federico IX

La sera del 20 aprile 1947 Cristiano X spirò e Federico divenne re. Fu proclamato sovrano con il nome di Federico IX il giorno seguente sul balcone del palazzo di Christiansborg, dal primo ministro Knud Kristensen. Adottò il motto "Con Dio per la Danimarca".
Nel 1948 l'Organizzazione delle Nazioni Unite avviò una raccolta di fondi a sostegno dei rifugiati del dopoguerra. Federico IX decise di prendervi parte con l'Orchestra Reale e registrò una serie di dischi che venne inserita come premio in una lotteria a sostegno dei profughi. Sulla registrazione il suo nome non fu inserito in maniera esplicita, ma fu rappresentato soltanto il suo monogramma.
Il 14 giugno 1949 firmò l'atto di adesione della Danimarca alla NATO. Nel 1952 prese parte ai festeggiamenti per il 70⁰ compleanno del suocero, Gustavo VI Adolfo di Svezia, dirigendo un concerto wagneriano all'Opera reale svedese al fianco del soprano Brita Hertzberg e del basso-baritono Joel Berglund. Sebbene l'evento fosse di carattere privato, ci furono critici musicali che non persero l'occasione di evidenziare la familiarità del re con il ruolo di direttore d'orchestra.
L'evento più importante dei suoi primi anni regno si ebbe nel 1953, quando approvò la nuova Costituzione che introdusse alcuni cambiamenti in conseguenza allo sviluppo democratico del dopoguerra. Il cambiamento più rilevante fu l'introduzione della successione al trono per le donne in assenza di fratelli maschi. Tale provvedimento si basava sulle richieste di emancipazione avanzate alla fine degli anni '40 dall'Associazione delle donne danesi.
Inizialmente Federico IX si oppose a un eventuale modifica delle leggi di successione, probabilmente non volendo che le importanti responsabilità di un regnante "gravassero" su una delle sue figlie. Finì per cambiare idea e sua figlia Margherita, di appena dieci anni, divenne l'erede al trono.

#### Dalla metà degli anni '50
Nel 1955 il re diresse un concerto con l'Orchestra della Città di Aarhus. Nell'ottobre 1957 patrocinò una mostra della fiera internazionale dell'elettricità e del nucleare tenutasi al Forum Copenaghen, che aveva l'obiettivo di esporre al pubblico i progressi compiuti nell'ingegneria elettrica e nell'energia nucleare per scopi pacifici. Nello stesso anno, per la regia di Lau Lauritzen Jr., venne realizzato un documentario sulla sua vita da capo di Stato. Furono mostrati sia i suoi impegni ufficiali, come gli incontri con ministri, militari e il ricevimento del presidente francese, sia spaccati di vita quotidiana all'interno della residenza reale.
Nel 1958 la Danmarks Radio produsse per la prima volta il discorso di capodanno del sovrano in diretta televisiva, assegnando al tradizionale discorso di inizio anno un significato più profondo. Il re cercò infatti di oltrepassare il valore rituale del messaggio alla nazione, ampliandone il contenuto per porre in relazione la Danimarca agli eventi internazionali più importanti degli anni trascorsi, offrendo agli ascoltatori una comprensione più ampia della propria società.

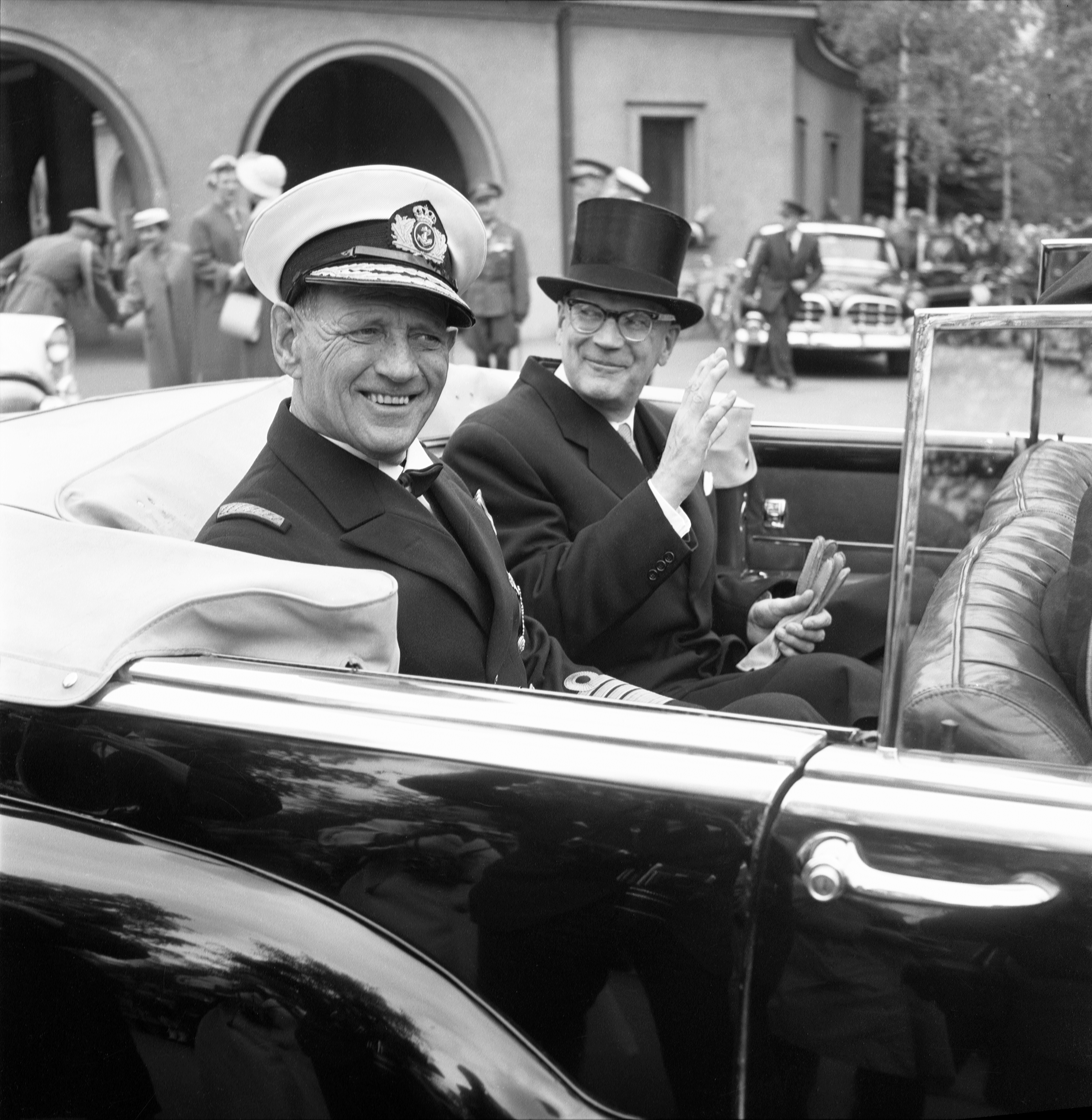
Il re Federico IX in Finlandia con il presidente Urho Kekkonen, 1958

Dal 4 ottobre 1960 fu in visita di Stato negli Stati Uniti d'America, visitando fino al 17 ottobre Los Angeles, San Francisco, Chicago, New York e Albany. Il 13 ottobre venne accolto a cena dal presidente Dwight D. Eisenhower e il soggiorno incluse l'inaugurazione della nuova ambasciata danese nella Whitehaven Street di New York. Vi fece ritorno l'anno seguente per rivolgersi all'Assemblea generale delle Nazioni Unite e inaugurare una mostra d'arte danese.
Il re e la regina utilizzarono il viaggio anche come strumento per evidenziare l'uguaglianza della Groenlandia e delle Fær Øer (due nazioni costitutive del Reame Danese) rispetto alla Danimarca, sin dall'infanzia delle loro figlie. La coppia amava viaggiare quando consentito dalla mancanza di impegni (la meta da loro più apprezzata fu Roma) distinguendosi per l'atteggiamento rilassato che adottavano anche in situazioni ufficiali.
Federico IX continuò ad adattare la Danimarca alle condizioni internazionali dell'epoca, incontrando i rappresentanti dei nuovi stati sorti in Asia e Africa. Nel 1962 venne prodotto un documentario sul suo viaggio in Thailandia, durato dall'11 al 25 gennaio, con cui furono evidenziati i rapporti commerciali e culturali tra i due paesi.

#### Ultimi anni e morte
Il suo sodalizio artistico con l'Orchestra Reale Danese e l'Orchestra Sinfonica Nazionale Danese continuò fino al marzo 1971. In totale registrò 62 concerti dirigendo i brani di 18 compositori diversi, con Beethoven quale autore più rappresentato, seguito da Wagner. Il suo repertorio rifletté quindi i suoi gusti personali, poiché tali due compositori furono i suoi prediletti.

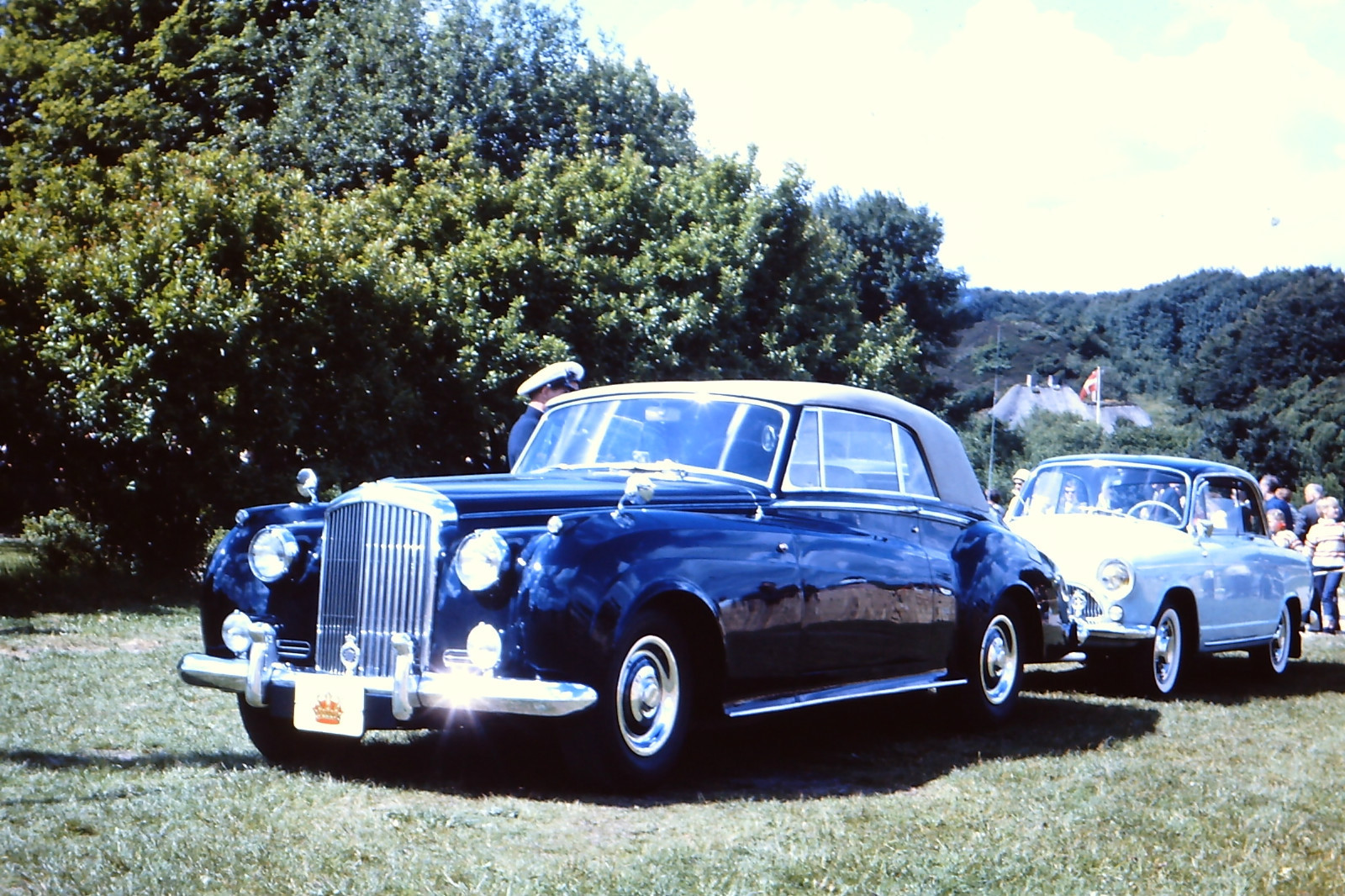
Una S2 consegnata al re nel 1960

Il re fu un accanito bevitore e fumatore, abituandosi fin da giovane a combinare il consumo di sigarette e di alcol con l'attività fisica. Successivamente, dopo la sua salita al trono, iniziò il suo allontanamento dall'alcol su desiderio della moglie. Nutrì un particolare interesse per le automobili, i traghetti e i treni e conosceva in modo molto approfondito il sistema dei trasporti pubblici in Danimarca.
Federico IX tenne il suo ultimo discorso alla nazione alla vigilia del capodanno nel 1971. Poco dopo, infatti, manifestò sintomi simil-influenzali e il 3 gennaio 1972 fu ricoverato all'Ospedale Comunale di Copenaghen a causa di un arresto cardiaco. Le sue condizioni migliorarono leggermente, ma l'11 gennaio tornarono ad aggravarsi e due giorni dopo cadde in stato di incoscienza. La causa fu probabilmente un coaugulo di sangue nel cervello conseguente a un'infezione polmonare.
Morì alle 19:50 del 14 gennaio, circondato dai suoi parenti stretti, e gli succedette la figlia Margherita. La salma fu trasportata al palazzo di Amalienborg e il 18 gennaio venne spostata nella cappella del palazzo di Christiansborg. Fu posizionata sul castrum doloris fino al giorno del funerale, avvolta nella bandiera reale con lo stemma di ammiraglio, e il pubblico poté rendergli l'ultimo omaggio.

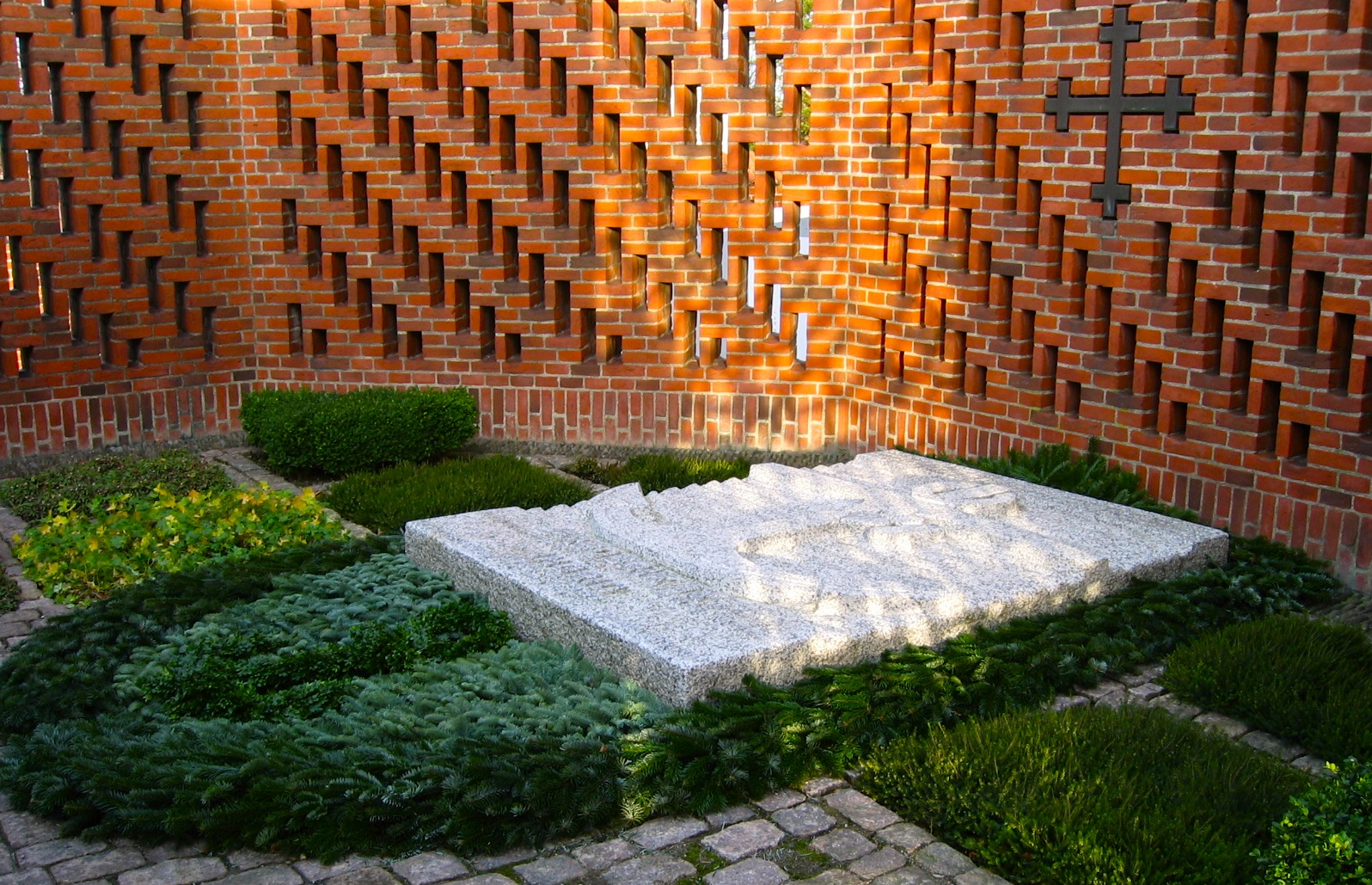
La sepoltura di Federico IX

Il funerale ebbe luogo il 24 gennaio e la bara venne posta nella Glücksborgerens Kapel prima della sepoltura, terminata nel 1985 con l'aggiunta della lapide. A differenza dei suoi predecessori non fu tumulato all'interno della cattedrale di Roskilde, bensì all'esterno, verso il mare, secondo la sua volontà.

## Discendenza
Federico ed Ingrid ebbero tre figlie:
- Principessa Margherita (nata nel 1940), poi regina Margherita II di Danimarca. Sposò il conte francese Henri de Laborde de Monpezat, poi creato principe Henrik di Danimarca, nel 1967;
- Principessa Benedetta (nata nel 1944). Sposò il principe Riccardo II di Sayn-Wittgenstein-Berleburg nel 1968;
- Principessa Anna Maria (nata nel 1946). Sposò il re Costantino II di Grecia nel 1964.

## Titoli e trattamento
- 11 marzo 1899 - 14 maggio 1912: Sua Altezza Reale, il principe Federico di Danimarca
- 14 maggio 1912 - 1⁰ dicembre 1918: Sua Altezza Reale, il principe ereditario di Danimarca
- 1⁰ dicembre 1918 - 17 giugno 1944: Sua Altezza Reale, il principe ereditario di Danimarca e Islanda
- 17 giugno 1944 - 20 aprile 1947: Sua Altezza Reale, il principe ereditario di Danimarca
- 20 aprile 1947 - 14 gennaio 1972: Sua Maestà, il re di Danimarca

## Ascendenza
|                                                |                                               |                                        | Genitori                         |  |  | Nonni |  |  | Bisnonni                  |  |  | Trisnonni                                                      |  |
|                                                |                                               |                                        |                                  |  |  |       |  |  | Cristiano IX di Danimarca |  |  | Federico Guglielmo di Schleswig-Holstein-Sonderburg-Glücksburg |  |
|                                                |                                               |                                        |                                  |  |  |       |  |  | Cristiano IX di Danimarca |  |  | Federico Guglielmo di Schleswig-Holstein-Sonderburg-Glücksburg |  |
|                                                |                                               | Luisa Carolina d'Assia-Kassel          |                                  |  |  |       |  |  | Cristiano IX di Danimarca |  |  |                                                                |  |
| Federico VIII di Danimarca                     |                                               |                                        |                                  |  |  |       |  |  | Cristiano IX di Danimarca |  |  |                                                                |  |
|                                                |                                               | Luisa d'Assia-Kassel                   | Guglielmo d'Assia-Kassel         |  |  |       |  |  |                           |  |  |                                                                |  |
|                                                |                                               | Luisa d'Assia-Kassel                   | Guglielmo d'Assia-Kassel         |  |  |       |  |  |                           |  |  |                                                                |  |
|                                                |                                               | Luisa d'Assia-Kassel                   | Luisa Carlotta di Danimarca      |  |  |       |  |  |                           |  |  |                                                                |  |
| Cristiano X di Danimarca                       |                                               | Luisa d'Assia-Kassel                   |                                  |  |  |       |  |  |                           |  |  |                                                                |  |
|                                                |                                               | Carlo XV di Svezia                     | Oscar I di Svezia                |  |  |       |  |  |                           |  |  |                                                                |  |
|                                                |                                               | Carlo XV di Svezia                     | Oscar I di Svezia                |  |  |       |  |  |                           |  |  |                                                                |  |
|                                                |                                               | Carlo XV di Svezia                     | Giuseppina di Leuchtenberg       |  |  |       |  |  |                           |  |  |                                                                |  |
| Luisa di Svezia                                |                                               | Carlo XV di Svezia                     |                                  |  |  |       |  |  |                           |  |  |                                                                |  |
|                                                |                                               | Luisa dei Paesi Bassi                  | Federico d'Orange-Nassau         |  |  |       |  |  |                           |  |  |                                                                |  |
|                                                |                                               | Luisa dei Paesi Bassi                  | Federico d'Orange-Nassau         |  |  |       |  |  |                           |  |  |                                                                |  |
|                                                |                                               | Luisa dei Paesi Bassi                  | Luisa di Prussia                 |  |  |       |  |  |                           |  |  |                                                                |  |
| Federico IX di Danimarca                       |                                               | Luisa dei Paesi Bassi                  |                                  |  |  |       |  |  |                           |  |  |                                                                |  |
|                                                | Federico Francesco II di Meclemburgo-Schwerin | Paolo Federico di Meclemburgo-Schwerin |                                  |  |  |       |  |  |                           |  |  |                                                                |  |
|                                                | Federico Francesco II di Meclemburgo-Schwerin | Paolo Federico di Meclemburgo-Schwerin |                                  |  |  |       |  |  |                           |  |  |                                                                |  |
|                                                | Federico Francesco II di Meclemburgo-Schwerin | Alessandrina di Prussia                |                                  |  |  |       |  |  |                           |  |  |                                                                |  |
| Federico Francesco III di Meclemburgo-Schwerin | Federico Francesco II di Meclemburgo-Schwerin |                                        |                                  |  |  |       |  |  |                           |  |  |                                                                |  |
|                                                |                                               | Augusta di Reuss-Köstritz              | Enrico LXIII di Reuss-Köstritz   |  |  |       |  |  |                           |  |  |                                                                |  |
|                                                |                                               | Augusta di Reuss-Köstritz              | Enrico LXIII di Reuss-Köstritz   |  |  |       |  |  |                           |  |  |                                                                |  |
|                                                |                                               | Augusta di Reuss-Köstritz              | Eleonora di Stolberg-Wernigerode |  |  |       |  |  |                           |  |  |                                                                |  |
| Alessandrina di Meclemburgo-Schwerin           |                                               | Augusta di Reuss-Köstritz              |                                  |  |  |       |  |  |                           |  |  |                                                                |  |
|                                                |                                               | Michail Nikolaevič Romanov             | Nicola I di Russia               |  |  |       |  |  |                           |  |  |                                                                |  |
|                                                |                                               | Michail Nikolaevič Romanov             | Nicola I di Russia               |  |  |       |  |  |                           |  |  |                                                                |  |
|                                                |                                               | Michail Nikolaevič Romanov             | Carlotta di Prussia              |  |  |       |  |  |                           |  |  |                                                                |  |
| Anastasija Michajlovna Romanova                |                                               | Michail Nikolaevič Romanov             |                                  |  |  |       |  |  |                           |  |  |                                                                |  |
|                                                |                                               | Cecilia di Baden                       | Leopoldo di Baden                |  |  |       |  |  |                           |  |  |                                                                |  |
|                                                |                                               | Cecilia di Baden                       | Leopoldo di Baden                |  |  |       |  |  |                           |  |  |                                                                |  |
|                                                |                                               | Cecilia di Baden                       | Sofia Guglielmina di Svezia      |  |  |       |  |  |                           |  |  |                                                                |  |
|                                                |                                               | Cecilia di Baden                       |                                  |  |  |       |  |  |                           |  |  |                                                                |  |